# Scandalo italiano del calcioscommesse del 2011
Lo scandalo italiano del calcioscommesse del 2011, noto mediaticamente come Calcioscommesse (come gli analoghi scandali del 1980 e del 1986) o come Scommessopoli, colpì il calcio (e il calcio a 5) italiano a partire dal mese di giugno del 2011, vedendo coinvolti giocatori, dirigenti e società di Serie A, Serie B, Lega Pro e Lega Nazionale Dilettanti. L'accusa principale nei confronti degli indagati era quella di associazione a delinquere finalizzata alla truffa e alla frode sportiva.

## Cronologia degli eventi
Lo scandalo venne alla luce il 1º giugno 2011 quando, a seguito di indagini condotte dalla Procura di Cremona nell'ambito dell'inchiesta denominata Last bet, furono eseguiti numerosi provvedimenti di custodia cautelare nei confronti di varie persone legate al mondo del calcio e a quello delle scommesse sportive. La Procura di Cremona si avvalse sin dall'inizio delle informazioni fornite ai media, e denunciate alle autorità competenti, dall'operatore austriaco SKS365 Group. Fra i nomi più noti, spiccavano quelli del capitano dell'Atalanta Cristiano Doni e degli ex calciatori Stefano Bettarini e Giuseppe Signori. Nell'indagine sportiva, condotta dal Procuratore Federale Stefano Palazzi, furono deferiti alla Commissione Disciplinare della Federcalcio 26 tesserati e 18 società, con accuse che spaziavano dall'illecito sportivo alla semplice violazione del divieto di scommettere per i tesserati. I processi sportivi svoltisi nell'agosto 2011 videro gli organi giudicanti della FIGC accogliere sostanzialmente l'impianto accusatorio di Palazzi: furono irrogate pesanti squalifiche nei confronti di molti tesserati, ritenuti colpevoli di illecito sportivo, e diversi punti di penalizzazione nei confronti delle società coinvolte per responsabilità oggettiva o presunta. Due società (Alessandria e Ravenna) furono ritenute direttamente responsabili e pertanto furono retrocesse di categoria.
Il 19 dicembre 2011 furono eseguiti nuovi arresti nell'ambito della seconda tranche dell'inchiesta della procura di Cremona. Fra gli altri furono arrestati l'ex calciatore Luigi Sartor e l'ex capitano dell'Atalanta Doni, già squalificato per tre anni e mezzo dalla giustizia sportiva. Doni, che cercò di sottrarsi all'arresto con un tentativo di fuga, fu accusato di tentato inquinamento delle prove. Finirono sotto inchiesta diverse partite (anche di Serie A e di Coppa Italia) non solo della stagione 2010-2011, ma anche di quella precedente (2009-2010) e di quella in corso (2011-2012). Il 4 febbraio 2012 fu arrestato il portiere del Piacenza Mario Cassano, mentre il 2 aprile 2012 finì agli arresti, nell'ambito di un'inchiesta parallela condotta dalla Procura di Bari, l'ex difensore barese Andrea Masiello (nel frattempo trasferitosi all'Atalanta).
Durante la seconda fase la Procura di Cremona rivelò che si era giunti all'arresto dei nuovi indagati in seguito ad un'inchiesta transnazionale sul calcio scommesse partita da Singapore in particolare grazie alle dichiarazioni di Wilson Raj Perumal, cittadino di Singapore arrestato in Finlandia. L'organizzazione sarebbe stata gestita da Eng See Tan detto "Dan", il quale, secondo un'inchiesta, continuerebbe indisturbato a truccare partite in tutto il mondo. L'organizzazione aveva poi delle diramazioni in tutto il mondo e in particolare in Italia tramite il gruppo dei "bolognesi", riconducibile a Signori, e quello degli "zingari" riconducibile ad Almir Gegić e Carlo Gervasoni. La forza economica e corruttiva del "Dan" sarebbe stata tale da arrivare ad ipotizzare l'acquisto dell'AlbinoLeffe al fine di truccare le partite.
Gli inquirenti sospettano che Luigi Sartor, insieme all'amico Luca Burini, al commercialista Daniele Ragone e a Beppe Signori, tramite la Clever Overseas SA, società con sede a Panama e domiciliata e amministrata dalla società fiduciaria Pieffeci Professional Consulting SA di Lugano, abbia ripulito il denaro (almeno 600.000 euro) proveniente dalle scommesse di Singapore della Raffles Money Change Pte Ltd. Sartor si è difeso dicendo che la società svizzera era stata creata per far acquistare una squadra di calcio italiana agli uomini di Singapore.
Il 28 maggio 2012 una nuova ondata di provvedimenti restrittivi colpì, fra gli altri, il vice-capitano della Lazio Stefano Mauri e l'ex giocatore del Genoa Omar Milanetto (nel frattempo trasferitosi al Padova). Fra gli indagati non sottoposti a provvedimenti restrittivi comparvero i nomi dell'ex allenatore del Siena Antonio Conte (nel frattempo passato alla Juventus con cui aveva appena vinto lo scudetto), del quale venne disposta la perquisizione dell'abitazione, degli ex baresi Andrea Ranocchia (passato all'Inter) e Leonardo Bonucci (anch'egli fresco scudettato con la Juventus) e degli ex genoani Domenico Criscito e Rodrigo Palacio (passati rispettivamente allo Zenit San Pietroburgo e all'Inter). Criscito, in ritiro pre europeo con la nazionale italiana insieme a Bonucci, subì la perquisizione della propria camera d'albergo a Coverciano e, a differenza di Bonucci, venne immediatamente escluso dalla lista definitiva dei convocati per l'europeo in quanto destinatario di avviso di garanzia. L'accusa per tutti gli indagati era sempre quella di associazione a delinquere finalizzata alla truffa ed alla frode sportiva. Con le medesime accuse e con l'aggravante del riciclaggio di denaro sporco risultava ancora indagato Giuseppe Signori, già radiato dalla giustizia sportiva.
Tra maggio ed agosto 2012 si svolsero i processi sportivi relativi ai nuovi filoni d'inchiesta delle procure di Cremona e Bari. Alcuni dei deferiti erano già stati giudicati e sanzionati nel primo filone di indagini. Le partite sotto inchiesta riguardavano le stagioni dal 2009-10 al 2011-12. Alle società coinvolte furono inflitte penalizzazioni di varie entità, da scontarsi nelle classifiche dei campionati 2012-2013, per responsabilità oggettiva negli illeciti contestati ai propri tesserati. Solo per il Lecce fu riconosciuta la responsabilità diretta della società e conseguentemente i pugliesi furono retrocessi di categoria (come era accaduto un anno prima ad Alessandria e Ravenna).
Il 22 giugno 2012 vi furono, da parte della Procura di Bari, i primi rinvii a giudizio per lo scandalo calcioscommesse: fu disposto il rito immediato nei confronti di Andrea Masiello e dei suoi amici Carella e Giacobbe.
Il 26 novembre seguente l'ex calciatore serbo Almir Gegić, latitante dal 1º giugno 2011, giunto all'aeroporto di Malpensa si costituì e venne preso in consegna dai Carabinieri.
Il 30 novembre la procura di Cremona ha chiesto una proroga di sei mesi per 33 degli indagati per il calcioscommesse, tra i quali Antonio Conte, Leonardo Bonucci, Stefano Mauri, Domenico Criscito, Giuseppe Sculli, Christian Vieri, K'akhaber K'aladze, Massimo Mezzaroma e Giorgio Perinetti.
Nel luglio seguente il pm di Cremona Roberto Di Martino ha mandato un avviso ai 149 indagati per notificare il maxi incidente probatorio che sarà condotto sulle 200 apparecchiature poste sotto sequestro durante le indagini. Tra gli indagati ci sono Domenico Criscito, Leonardo Bonucci, Sergio Pellissier, Daniele Corvia, Antonio Conte, Christian Vieri e Massimo Mezzaroma.
Il 9 febbraio 2015 il procuratore capo Roberto Di Martino termina le indagini e formula le accuse per i 130 indagati.
Il 27 aprile seguente, dopo quasi quattro anni di latitanza, all'aeroporto di Orio al Serio (Bergamo) si costituisce il macedone Hristiyan Ilievski, capo della banda degli zingari ed ex agente della polizia speciale macedone, venendo subito messo sotto torchio da Di Martino e Salvini con vari interrogatori durante i quali conferma di aver incontrato Stefano Mauri e Omar Milanetto prima di Lazio-Genoa del 14 maggio 2011 tirando in mezzo anche Stefano Bettarini (avrebbe combinato tarocchi per conto di una squadra di Serie A), Cristian Bertani e Rijat Shala.
In vista del processo penale, il 7 luglio la Procura di Cremona chiede il rinvio a giudizio per 104 degli indagati con l'accusa di frode sportiva. Sono 60 le partite contestate, in origine erano 200 ma in alcuni casi non si sono raggiunti sufficienti indizi per arrivare a un dibattimento mentre otto sono risultate prescritte.
Il 13 agosto la Procura Federale comunica di non volere procedere con un processo bis nei confronti di Mauri e della Lazio, di aver aperto un nuovo procedimento per Milanetto, Ferrario, Benassi e Rosati (ma risulterá essere un ricorso inammissibile) e di aver chiuso le indagini per la gara Crotone-Atalanta.
Il 25 agosto Massimo Mezzaroma (ex presidente del Siena), Pier Paolo Sganga (ex consigliere d'amministrazione) e Cristian Stellini (ex collaboratore tecnico) vengono deferiti dal Procuratore Federale in relazione alla tentata combine di Siena-Varese 5-0 del 21 maggio 2011: Stellini e Ferdinando Coppola avrebbero rifiutato la combine senza però denunciare il fatto alle autorità e andando a riferire l'accaduto al compagno di squadra Filippo Carobbio. Per evitare il deferimento per omessa denuncia, Coppola concorda con la procura un patteggiamento.
Il 13 ottobre la Corte d'Appello di Bari assolve William Pianu, Corrado Colombo e Simone Bonomi per non aver commesso il fatto, in merito all'ipotizzato reato di frode sportiva relativo al filone Bari-bis.

Il 30 maggio 2016, in relazione al procedimento penale per frode sportiva riguardante Bari-Treviso 0-1 del 2007-2008 vengono condannati Vincenzo Santoruvo e Ivan Rajčić a 8 mesi di reclusione e 8.000 euro di multa mentre per Salernitana-Bari 3-2 del 2008-2009 vengono condannati Daniele De Vezze (8 mesi di reclusione e 8.000 euro di multa) e Stefano Guberti (6 mesi di reclusione e 6.000 euro di multa); con la stessa accusa viene condannato il factotum Angelo Iacovelli a 1 anno e 6 mesi di reclusione con 400 euro di multa. Tra i 13 assolti ci sono gli ex capitani Francesco Caputo e Jean François Gillet che rischiava 1 anno di reclusione. La FIGC, costituitasi parte civile, ottiene un risarcimento mentre sono rigettate le richieste di risarcimento avanzate dai tifosi.
Il 22 dicembre 2016 Cristiano Doni, Nicola Santoni, Gianfranco Parlato e l'Atalanta vengono assolti dalla Sezione Disciplinare del Tribunale Nazionale Federale per mancanza di prove in relazione al singolo caso di Crotone-Atalanta del 22 aprile 2011.

## Primo filone di indagini: inchiesta di Cremona
Il primo filone di indagini è quello relativo alla prima tranche dell'inchiesta della Procura di Cremona, per la quale il Procuratore Federale Stefano Palazzi deferì alla Commissione Disciplinare Nazionale della FIGC 18 società sportive (16 di calcio e 2 di calcio a 5) e 26 tesserati.

Tra i club coinvolti: il Chievo ha patteggiato, lo Spezia è stato prosciolto in appello mentre l'Esperia Viareggio ha dovuto appellarsi al Tnas per farsi prosciogliere.

Tra i 26 tesserati: 9 patteggiamenti, 2 prosciolti in secondo grado (Manfredini e Fabbri), una riduzione al Tnas (Quadrini da 1 anno e 6 mesi) e 15 condannati.

### Processo sportivo di primo grado
Il procedimento sportivo di primo grado si svolse dal 3 al 9 agosto 2011 presso la Commissione Disciplinare Nazionale della FIGC. I primi due giorni del dibattimento furono caratterizzati dalle richieste di condanna del Procuratore federale Stefano Palazzi e da alcune richieste di patteggiamento.

#### Richieste dell'accusa
Una delle 18 società ed 8 dei 26 tesserati deferiti chiesero e ottennero subito il patteggiamento, senza aspettare le richieste del Procuratore federale. Per le rimanenti 17 società ed i rimanenti 18 tesserati Stefano Palazzi formulò le sue richieste di condanna fra il 3 ed il 4 agosto 2011.
Società
- Alessandria (Prima Divisione): retrocessione all'ultimo posto in classifica nel Girone A di Prima Divisione 2010-2011.
- Ascoli (Serie B): 6 punti di penalizzazione in Serie B 2011-2012 più ammenda di 90 000 euro.
- Atalanta (promossa dalla Serie B alla Serie A): 6 punti di penalizzazione in Serie A 2011-2012.
- Benevento (Prima Divisione): 14 punti di penalizzazione in Prima Divisione 2011-2012 più ammenda di 30 000 euro.
- Cremonese (Prima Divisione): 9 punti di penalizzazione in Prima Divisione 2011-2012 più ammenda di 30 000 euro.
- Piacenza (retrocesso dalla Serie B alla Prima Divisione): 4 punti di penalizzazione in Serie B 2010-2011 più ammenda di 50 000 euro.
- Portogruaro (retrocesso dalla Serie B alla Prima Divisione): ammenda di 50 000 euro.
- Ravenna (Prima Divisione, già escluso per inadempienze finanziarie): esclusione dal campionato di competenza ed assegnazione ad una categoria inferiore, più ammenda di 50 000 euro.
- Reggiana (Prima Divisione): 2 punti di penalizzazione in Prima Divisione 2011-2012.
- Sassuolo (Serie B): ammenda di 50 000 euro.
- Spezia (Prima Divisione): 1 punto di penalizzazione in Prima Divisione 2011-2012.
- Taranto (Prima Divisione): 1 punto di penalizzazione in Prima Divisione 2011-2012.
- Verona (promossa dalla Prima Divisione alla Serie B): ammenda di 50 000 euro.
- Viareggio (Prima Divisione): 1 punto di penalizzazione nel Girone B di Prima Divisione 2010-2011.
- Virtus Entella (Seconda Divisione): ammenda di 40 000 euro.
- CUS Chieti (Serie A2 di calcio a 5): 1 punto di penalizzazione in Serie A2 2011-2012 più ammenda di 4 500 euro.
- Pino di Matteo Paglieta (retrocesso dalla Serie B alla Serie C1 di calcio a 5): 12 punti di penalizzazione in Serie C1 2011-2012 più ammenda di 1 600 euro.

Tesserati
- Antonio Bellavista (ex calciatore): 5 anni di squalifica, più preclusione, più 3 anni e 6 mesi in continuazione.
- Mauro Bressan (ex calciatore): 5 anni di squalifica, più preclusione, più 6 mesi in continuazione.
- Giorgio Buffone (dirigente, Ravenna): 5 anni di inibizione, più preclusione, più 3 anni e 3 mesi in continuazione.
- Antonio Ciriello (dirigente, Ravenna): 4 anni di inibizione.
- Daniele Deoma (allenatore di base): 1 anno e 9 mesi di squalifica.
- Cristiano Doni (calciatore, Atalanta): 3 anni e 6 mesi di squalifica.
- Massimo Erodiani (calciatore, Pino di Matteo): 5 anni di squalifica, più preclusione, più 8 anni in continuazione.
- Gianni Fabbri (presidente del Ravenna): 5 anni di inibizione più preclusione.
- Carlo Gervasoni (calciatore, Cremonese/Piacenza): 5 anni di squalifica, più preclusione, più 1 anno in continuazione.
- Thomas Manfredini (calciatore, Atalanta): 3 anni di squalifica.
- Marco Paoloni (calciatore, Cremonese/Benevento): 5 anni di squalifica, più preclusione, più 5 anni in continuazione.
- Daniele Quadrini (calciatore, Sassuolo): 1 anno di squalifica.
- Leonardo Rossi (allenatore, Ravenna): 3 anni di squalifica.
- Nicola Santoni (preparatore dei portieri, Ravenna): 5 anni di squalifica più preclusione.
- Davide Saverino (calciatore, Reggiana): 3 anni di squalifica.
- Giuseppe Signori (ex calciatore): 5 anni di squalifica, più preclusione, più 1 anno e 6 mesi in continuazione.
- Vincenzo Sommese (calciatore, Ascoli): 5 anni di squalifica, più preclusione, più 2 anni in continuazione.
- Giorgio Veltroni (presidente dell'Alessandria): 5 anni di inibizione.

#### Patteggiamenti
Una sola società e 9 tesserati concordarono la pena col Procuratore Federale Stefano Palazzi, evitando sanzioni presumibilmente più pesanti. Con l'eccezione di Deoma (per il quale Palazzi aveva richiesto 1 anno e 9 mesi di squalifica), tutti i patteggiamenti arrivarono prima ancora delle richieste della procura. Furlan e Zaccanti avevano presentato una prima richiesta più lieve respinta da Palazzi perché giudicata non congrua.

##### Società
| Deferito | Sanzione da scontare nella stagione 2010-2011 |
| -------- | --------------------------------------------- |
| Chievo   | Ammenda di 80 000 euro                        |

##### Tesserati
| Deferito                                                | Sanzione                                         |
| ------------------------------------------------------- | ------------------------------------------------ |
| Stefano Bettarini (Tesserato del ChievoVerona)          | 1 anno e 2 mesi di squalifica                    |
| Daniele Deoma (Allenatore di base)                      | 1 anno e 20 giorni di squalifica                 |
| Claudio Furlan (Portogruaro-Summaga)                    | 6 mesi di squalifica                             |
| Mauro Gibellini (Direttore sportivo dell'Hellas Verona) | 5 mesi di inibizione, più ammenda di 10 000 euro |
| Vittorio Micolucci (Ascoli)                             | 1 anno e 2 mesi di squalifica                    |
| Gianfranco Parlato (Allenatore di base)                 | 3 anni di squalifica                             |
| Ivan Tisci (direttore sportivo)                         | 1 anno di squalifica                             |
| Gianluca Tuccella (CUS Chieti)                          | 3 anni di squalifica                             |
| Federico Zaccanti (Virtus Entella)                      | 1 anno di squalifica                             |

#### La sentenza di primo grado
Il procedimento di primo grado si concluse il 9 agosto 2011 con l'emissione della sentenza.

##### Società
| Deferito                | Sanzione da scontare nella stagione 2011-2012                                                                  |
| ----------------------- | --- |
| Alessandria             | Retrocessione all'ultimo posto in classifica nel girone A di Prima Divisione 2010-2011                         |
| Ascoli                  | 6 punti di penalizzazione in Serie B, più ammenda di 50 000 euro                                               |
| Atalanta                | 6 punti di penalizzazione in Serie A                                                                           |
| Benevento               | 9 punti di penalizzazione nel Girone A di Prima Divisione, più ammenda di 30 000 euro                          |
| Cremonese               | 6 punti di penalizzazione nel Girone B Prima Divisione, più ammenda di 30 000 euro                             |
| Piacenza                | 4 punti di penalizzazione nel Girone B di Prima Divisione, più ammenda di 50 000 euro                          |
| Portogruaro-Summaga     | Ammenda di 20 000 euro                                                                                         |
| Ravenna                 | Esclusione dal campionato di competenza ed assegnazione ad una categoria inferiore, più ammenda di 50 000 euro |
| Reggiana                | 2 punti di penalizzazione nel Girone B di Prima Divisione                                                      |
| Sassuolo                | Ammenda di 20 000 euro                                                                                         |
| Spezia                  | 1 punto di penalizzazione nel girone B di Prima Divisione                                                      |
| Taranto                 | 1 punto di penalizzazione nel Girone A di Prima Divisione                                                      |
| Verona                  | Ammenda di 20 000 euro                                                                                         |
| Viareggio               | 1 punto di penalizzazione nel Girone B di Prima Divisione                                                      |
| Virtus Entella          | Ammenda di 15 000 euro                                                                                         |
| CUS Chieti              | 1 punto di penalizzazione in Serie A2 di calcio a 5, più ammenda di 4.500 euro                                 |
| Pino di Matteo Paglieta | 8 punti di penalizzazione in Serie C1 di calcio a 5, più ammenda di 1.000 euro                                 |

##### Tesserati
| Deferito                                                        | Sanzione                                      |
| --------------------------------------------------------------- | --------------------------------------------- |
| Antonio Bellavista (Allenatore di base)                         | 5 anni di squalifica, più preclusione         |
| Mauro Bressan (Allenatore di base)                              | 3 anni e 6 mesi di squalifica                 |
| Giorgio Buffone (Direttore sportivo del Ravenna)                | 5 anni di inibizione, più preclusione         |
| Antonio Ciriello (Vicepresidente del Ravenna)                   | 1 anno di inibizione                          |
| Cristiano Doni (Atalanta)                                       | 5 anni di squalifica, più ammenda di 10 000 € |
| Massimo Erodiani (Pino di Matteo)                               | 5 anni di squalifica, più preclusione         |
| Gianni Fabbri (Presidente del Ravenna)                          | 5 anni di inibizione                          |
| Carlo Gervasoni (Cremonese/Piacenza)                            | 5 anni di squalifica, più preclusione         |
| Thomas Manfredini (Atalanta)                                    | 3 anni di squalifica                          |
| Marco Paoloni (Cremonese/Benevento)                             | 5 anni di squalifica, più preclusione         |
| Daniele Quadrini (Sassuolo)                                     | 1 anno di squalifica                          |
| Leonardo Rossi (Allenatore del Ravenna)                         | 1 anno di squalifica                          |
| Nicola Santoni (Preparatore dei portieri del Ravenna)           | 4 anni di squalifica                          |
| Davide Saverino (Reggiana)                                      | 3 anni di squalifica                          |
| Giuseppe Signori (Allenatore Professionisti di Prima Categoria) | 5 anni di squalifica, più preclusione         |
| Vincenzo Sommese (Ascoli)                                       | 5 anni di squalifica, più preclusione         |
| Giorgio Veltroni (Presidente dell'Alessandria)                  | 4 anni di inibizione                          |

### Processo sportivo di secondo grado
Il procedimento d'appello si svolse tra il 18 e il 19 agosto 2011 presso la Corte di Giustizia Federale della FIGC. Quattro tesserati, precisamente Mauro Bressan, Ciriello, Erodiani e Rossi e tre società, cioè il Ravenna, il Taranto e l'A.S.D. Pino di Matteo C5 non presentarono alcun ricorso accettando di fatto il giudizio di prima istanza.

#### La sentenza d'appello
Per i rimanenti 13 tesserati e 14 società il verdetto riformò parzialmente la sentenza di primo grado: per le società fu ridotta da 9 a 6 punti la penalizzazione al Benevento, fu tolto il punto di penalizzazione allo Spezia e furono ridotte le ammende a Portogruaro, Virtus Entella e CUS Chieti; per i tesserati furono completamente cancellate le sanzioni inflitte a Fabbri e Manfredini.

##### Società
| Deferito            | Sanzione da scontare nella stagione 2011-2012                                             |
| ------------------- | ----------------------------------------------------------------------------------------- |
| Alessandria         | Retrocessione all'ultimo posto in classifica nel girone A di Prima Divisione 2010-2011    |
| Ascoli              | 6 punti di penalizzazione in Serie B, più ammenda di 50 000 euro                          |
| Atalanta            | 6 punti di penalizzazione in Serie A                                                      |
| Benevento           | 6 punti di penalizzazione nel girone A di Prima Divisione, più ammenda di 30 000 euro     |
| Cremonese           | 6 punti di penalizzazione nel Girone B di Prima Divisione, più ammenda di 30 000 euro     |
| Piacenza            | 4 punti di penalizzazione più ammenda di 50 000 euro                                      |
| Portogruaro-Summaga | Ammenda di 10 000 euro                                                                    |
| Reggiana            | 2 punti di penalizzazione nel girone A di Lega Pro Prima Divisione 2011-2012              |
| Sassuolo            | Ammenda di 20 000 euro                                                                    |
| Spezia              | Prosciolto                                                                                |
| Verona              | Ammenda di 20 000 euro                                                                    |
| Viareggio           | 1 punto di penalizzazione nel girone A di Prima Divisione                                 |
| Virtus Entella      | Ammenda di 10 000 euro                                                                    |
| CUS Chieti          | 1 punto di penalizzazione nel girone A di Serie A2 di calcio a 5, più ammenda di 500 euro |

##### Tesserati
| Deferito                                                        | Sanzione                              |
| --------------------------------------------------------------- | ------------------------------------- |
| Antonio Bellavista (Allenatore di base)                         | 5 anni di squalifica, più preclusione |
| Giorgio Buffone (Direttore sportivo del Ravenna)                | 5 anni di inibizione, più preclusione |
| Cristiano Doni (Atalanta)                                       | 3 anni e 6 mesi di squalifica         |
| Gianni Fabbri (Presidente del Ravenna)                          | Prosciolto                            |
| Carlo Gervasoni (Cremonese/Piacenza)                            | 5 anni di squalifica, più preclusione |
| Thomas Manfredini (Atalanta)                                    | Prosciolto                            |
| Marco Paoloni (Cremonese/Benevento)                             | 5 anni di squalifica, più preclusione |
| Daniele Quadrini (Sassuolo)                                     | 1 anno di squalifica                  |
| Nicola Santoni (Preparatore dei portieri del Ravenna)           | 4 anni di squalifica                  |
| Davide Saverino (Reggiana)                                      | 3 anni di squalifica                  |
| Giuseppe Signori (Allenatore Professionisti di prima Categoria) | 5 anni di squalifica, più preclusione |
| Vincenzo Sommese (Ascoli)                                       | 5 anni di squalifica, più preclusione |
| Giorgio Veltroni (Presidente dell'Alessandria)                  | 4 anni di inibizione                  |

### Ricorsi al TNAS
Oltre allo Spezia, prosciolto dalla CGF, altre sei società accettarono la sentenza d'appello: nessun ricorso ulteriore fu presentato dalla Reggiana, dal CUS Chieti, dal Portogruaro, dal Sassuolo, dall'Verona e dalla Virtus Entella che erano state colpite esclusivamente da ammende pecuniarie. Fra i tesserati non presentarono ulteriori ricorsi, oltre i prosciolti Fabbri e Thomas Manfredini, anche Antonio Bellavista, Buffone, Nicola Santoni e Veltroni. Le rimanenti sette società ed i rimanenti sette tesserati condannati in secondo grado presentarono invece reclamo al Tribunale Nazionale d'Arbitrato per lo Sport, istituito presso il CONI. Il Piacenza ed il calciatore Cristiano Doni ritirarono successivamente i ricorsi, rinunciando all'arbitrato. Nel caso dell'ex capitano dell'Atalanta, però, la FIGC si oppose alla rinuncia ed ottenne dal TNAS la prosecuzione della controversia.
Il pronunciamento del TNAS è quello definitivo, inappellabile nell'ambito della giustizia sportiva. I collegi arbitrali hanno respinto tutte le istanze cautelari sospensive ed hanno esperito, con esito negativo, i tentativi di conciliazione tra le parti. Sono stati accolti, almeno parzialmente, quattro ricorsi, quello del tesserato Quadrini e quelli delle società Ascoli, Benevento ed Esperia Viareggio.

#### Società
| Deferito    | Sanzione da scontare nella stagione 2011-2012                                          | Data lodo        |
| ----------- | -------------------------------------------------------------------------------------- | ---------------- |
| Alessandria | Retrocessione all'ultimo posto in classifica nel girone A di Prima Divisione 2010-2011 | 11 novembre 2011 |
| Ascoli      | 3 punti di penalizzazione in Serie B                                                   | 6 dicembre 2011  |
| Benevento   | 2 punti di penalizzazione nel girone A di Prima Divisione, più ammenda di 30 000 euro  | 30 gennaio 2012  |
| Cremonese   | 6 punti di penalizzazione nel girone B di Prima Divisione, più ammenda di 30 000 euro  | 30 gennaio 2012  |
| Viareggio   | Prosciolto                                                                             | 9 marzo 2012     |
| Atalanta    | 6 punti di penalizzazione in Serie A                                                   | 30 marzo 2012    |

#### Tesserati
| Deferito                                                        | Sanzione                              | Data lodo        |
| --------------------------------------------------------------- | ------------------------------------- | ---------------- |
| Daniele Quadrini (Sassuolo)                                     | 6 mesi di inibizione                  | 19 dicembre 2011 |
| Vincenzo Sommese (Ascoli)                                       | 5 anni di squalifica, più preclusione | 21 dicembre 2011 |
| Davide Saverino (Reggiana)                                      | 3 anni di squalifica                  | 31 gennaio 2012  |
| Marco Paoloni (Cremonese/Benevento)                             | 5 anni di squalifica, più preclusione | 29 febbraio 2012 |
| Giuseppe Signori (Allenatore Professionisti di prima categoria) | 5 anni di squalifica, più preclusione | 26 aprile 2012   |
| Cristiano Doni (Atalanta)                                       | 3 anni e 6 mesi di squalifica         | 26 giugno 2012   |
| Carlo Gervasoni (Cremonese/Piacenza)                            | 5 anni di squalifica, più preclusione | 19 dicembre 2012 |

### Conseguenze delle sanzioni sportive relative al primo filone
- L'Alessandria (che per il piazzamento sul campo aveva disputato i play-off) è stata retrocessa al 18º e ultimo posto nel Girone A di Prima Divisione 2010-2011 ed è così retrocessa in Seconda Divisione. Tutte le squadre che sul campo erano giunte dietro ai piemontesi sono quindi avanzate di una posizione in classifica. In particolare il Monza (terzultimo e sconfitto nei play-out) ha ottenuto la salvezza al posto dell'Alessandria.
- Al Ravenna non è stata inflitta alcuna sanzione relativa alla propria posizione nella classifica del Girone A di Prima Divisione 2010-2011 (nel quale, a causa di una precedente penalizzazione, aveva conquistato la salvezza solo ai play-out), ma ne è stata sancita direttamente l'esclusione dal torneo della stagione successiva e l'assegnazione (da parte del Consiglio Federale) ad un campionato inferiore. D'altra parte la società, in precedenza, si era già vista negare l'iscrizione ai campionati professionistici per inadempienze finanziarie, venendo iscritta in sovrannumero alla Serie D 2011-2012. Di fatto, quindi, la sentenza della Commissione Disciplinare sulle scommesse non ha prodotto ulteriori effetti per il club romagnolo (che infatti ha rinunciato al ricorso alla CGF).
- Tutte le altre penalizzazioni in classifica sono state scontate nei campionati 2011-2012 in applicazione del principio di afflittività (anche se durante il procedimento di primo grado il Procuratore federale aveva richiesto per il Piacenza e l'Esperia Viareggio di applicare le penalizzazioni nel 2010-2011, richiesta non accolta proprio in base al suddetto principio). In Prima Divisione sono risultate decisive le penalizzazioni inflitte al Benevento (che ha mancato i playoff nel Girone A a vantaggio della Pro Vercelli, poi promossa in Serie B) ed al Piacenza (costretto ai playout nel Girone B e poi retrocesso), mentre la Cremonese è riuscita ugualmente a centrare i playoff nel Girone B ma in quinta posizione anziché in quarta.

## Secondo filone di indagini: Cremona-bis
Il secondo filone di indagini è quello relativo al secondo filone dell'inchiesta di Cremona ed ha visto il coinvolgimento di 22 società e 61 tesserati deferiti dal Procuratore Palazzi alla Commissione Disciplinare Nazionale FIGC.

Tra i club: 7 patteggiamenti e il Rimini è uscito subito dal processo.

Tra i tesserati: 5 posizioni stralciate (i tesserati erano in carcere), 19 patteggiamenti, 4 prosciolti dalla Disciplinare (Coser e Shala dall'illecito, Consonni e Sarri dall'omessa denuncia) e 2 riduzioni in appello (Nicco e De Falco da 3 anni per illecito sportivo a 1 per omessa denuncia).
Da tenere in considerazione i casi di Joleson e Acerbis: le posizioni dei due giocatori erano state stralciate ad agosto poiché i due erano in carcere ma l'11 settembre entrambi hanno patteggiato la squalifica.

### Processo sportivo di primo grado
Il procedimento sportivo di primo grado è iniziato il 31 maggio 2012 presso la Commissione Disciplinare Nazionale della FIGC. Sono state subito accolte diverse richieste di patteggiamento. Il 1º giugno il procuratore federale Stefano Palazzi ha presentato così le sue richieste d'accusa per le squadre e i calciatori rimanenti.

#### Patteggiamenti

##### Società
| Deferito  | Sanzione da scontare nella stagione 2012-2013                                     |
| --------- | --------------------------------------------------------------------------------- |
| Atalanta  | 2 punti di penalizzazione in Serie A, più ammenda di 25 000 euro                  |
| Livorno   | Ammenda di 15 000 euro                                                            |
| Ascoli    | 1 punto di penalizzazione in Serie B, più ammenda di 20 000 euro                  |
| Modena    | 2 punti di penalizzazione in Serie B                                              |
| Grosseto  | 6 punti di penalizzazione in Serie B, più ammenda di 40 000 euro                  |
| Cremonese | 1 punto di penalizzazione in Lega Pro Prima Divisione, più ammenda di 30 000 euro |
| Frosinone | 1 punto di penalizzazione in Lega Pro Prima Divisione                             |

##### Tesserati
| Deferito                                        | Sanzione                                                   |
| ----------------------------------------------- | ---------------------------------------------------------- |
| Joelson (Siena)                                 | 2 anni e 6 mesi di squalifica, più 100 000 euro di ammenda |
| Paolo Acerbis (L.R. Vicenza)                    | 2 anni e 6 mesi di squalifica                              |
| Cristiano Doni (Atalanta)                       | 2 anni di squalifica                                       |
| Mirko Bellodi (Mantova)                         | 2 anni di squalifica                                       |
| Tomas Locatelli (Arezzo)                        | 2 anni di squalifica                                       |
| Carlo Gervasoni (Cremonese)                     | 1 anno e 8 mesi di squalifica                              |
| Filippo Carobbio (Spezia)                       | 1 anno e 8 mesi di squalifica                              |
| Kewullay Conteh (svincolato, ex Piacenza)       | 1 anno e 8 mesi di squalifica                              |
| Alessandro Sbaffo (Ascoli)                      | 1 anno e 4 mesi di squalifica, più 100 000 euro di ammenda |
| Alex Pederzoli (Ascoli)                         | 1 anno e 4 mesi di squalifica, più 10 000 euro di ammenda  |
| Francesco Ruopolo (Padova)                      | 1 anno e 4 mesi di squalifica                              |
| Antonio Narciso (Grosseto)                      | 1 anno e 3 mesi di squalifica                              |
| Dario Passoni (Folzano)                         | 1 anno e 2 mesi di squalifica                              |
| Mirco Poloni (allenatore Primavera AlbinoLeffe) | 1 anno di squalifica                                       |
| Juri Tamburini (Pergocrema)                     | 10 mesi di squalifica                                      |
| Andrea De Falco (Bari)                          | 6 mesi di squalifica                                       |
| Alfonso De Lucia (Livorno)                      | 5 mesi di squalifica                                       |
| Marco Cellini (Modena)                          | 4 mesi di squalifica                                       |
| Vittorio Micolucci (Ascoli)                     | 4 mesi di squalifica                                       |
| Nicola Mora (Spezia)                            | 4 mesi di squalifica                                       |
| Gianfranco Parlato (Allenatore di base)         | 2 mesi di squalifica                                       |

#### Richieste dell'accusa
Richieste dell'accusa:
Società
- AlbinoLeffe: 27 punti di penalizzazione da scontare nel prossimo campionato di Lega Pro Prima Divisione 2012-2013 e 90 000 euro di ammenda.
- Ancona: 10 punti di penalizzazione da scontare nel prossimo campionato di Serie D 2012-2013.
- Avesa Calcio a 5: 1 punto di penalizzazione da scontare nel prossimo campionato di Serie C1 calcio a 5 2012-2013 e 200 euro di ammenda.
- Pescara: 2 punti di penalizzazione da scontare nel prossimo campionato di Serie A 2012-2013.
- Empoli: 1 punto di penalizzazione da scontare nel prossimo campionato di Serie B 2012-2013.
- Monza: 6 punti di penalizzazione da scontare nel prossimo campionato di Lega Pro Seconda Divisione 2012-2013 ed esclusione dalla Coppa Italia Lega Pro 2012-2013.
- Novara: 6 punti di penalizzazione da scontare nel prossimo campionato di Serie B 2012-2013, 50 000 euro di ammenda ed esclusione dalla Coppa Italia 2012-2013.
- Padova: 2 punti di penalizzazione da scontare nel prossimo campionato di Serie B 2012-2013.
- Piacenza: 19 punti di penalizzazione da scontare nel prossimo campionato di Lega Pro Seconda Divisione 2012-2013 e 70 000 euro di ammenda.
- Ravenna: 1 punto di penalizzazione da scontare nel prossimo campionato di Eccellenza Emilia-Romagna 2012-2013.
- Reggina: 6 punti di penalizzazione da scontare nel prossimo campionato di Serie B 2012-2013.
- Sampdoria: 50 000 euro di ammenda.
- Siena: 50 000 euro di ammenda.
- Spezia: 30 000 euro di ammenda.

Tesserati
- Andrea Alberti: 3 anni e 6 mesi di squalifica.
- Mirko Bellodi: 3 anni di squalifica.
- Davide Caremi: 3 anni e 6 mesi di squalifica.
- Mario Cassano: 5 anni di squalifica, più preclusione.
- Edoardo Catinali: 3 anni e 9 mesi di squalifica.
- Roberto Colacone: 4 anni di squalifica.
- Luigi Consonni: 1 anno di squalifica.
- Alberto Comazzi: 4 anni di squalifica.
- Achille Coser: 3 anni di squalifica.
- Federico Cossato: 3 anni e 6 mesi di squalifica.
- Filippo Cristante: 3 anni di squalifica.
- Franco De Falco: 4 anni e 6 mesi di squalifica.
- Nicola Ferrari: 3 anni di squalifica.
- Riccardo Fissore: 3 anni e 9 mesi di squalifica.
- Luca Fiuzzi: 4 anni di squalifica.
- Alberto Maria Fontana: 3 anni e 6 mesi di squalifica.
- Ruben Garlini: 3 anni di squalifica.
- Andrea Iaconi: 4 anni e 6 mesi di squalifica.
- Vincenzo Iacopino: 3 anni e 6 mesi di squalifica.
- Vincenzo Italiano: 3 anni di squalifica.
- Thomas Job: 4 anni e 6 mesi di squalifica.
- Giuseppe Magalini: 4 anni di squalifica.
- Salvatore Mastronunzio: 4 anni e 6 mesi di squalifica.
- Maurizio Nassi: 4 anni di squalifica.
- Gianluca Nicco: 3 anni di squalifica.
- Marco Paoloni: 6 mesi di squalifica.
- Cesare Rickler: 3 anni e 6 mesi di squalifica.
- Gianni Rosati: 4 anni di squalifica.
- Nicola Santoni: 5 anni di squalifica, più preclusione.
- Vincenzo Santoruvo: 3 anni di squalifica.
- Maurizio Sarri: 1 anno di squalifica.
- Luigi Sartor: 5 anni di squalifica, più preclusione.
- Alessandro Sbaffo: 3 anni e 3 mesi di squalifica.
- Mattia Serafini: 3 anni e 6 mesi di squalifica.
- Rijat Shala: 3 anni e 6 mesi di squalifica.
- Mirko Stefani: 4 anni di squalifica.
- Daniele Vantaggiato: 3 anni di squalifica.
- Nicola Ventola: 3 anni e 6 mesi di squalifica.
- Alessandro Zamperini: 5 anni di squalifica, più preclusione.

#### La sentenza di primo grado
Il procedimento di primo grado si concluse il 18 giugno 2012 con l'emissione della sentenza. Complessivamente sono state sanzionate 21 società e 52 tesserati, 4 i prosciolti (Luigi Consonni, Rijat Shala, Achille Coser e l'allenatore Maurizio Sarri).

##### Società
| Deferito                     | Sanzione | Note |
| ---------------------------- | --- | ---- |
| Novara                       | 4 punti di penalizzazione da scontare nel campionato di Serie B 2012-2013, più ammenda di 35 000 euro                     |      |
| Siena                        | Ammenda di 50 000 euro |      |
| AlbinoLeffe                  | 15 punti di penalizzazione da scontare nel campionato di Lega Pro Prima Divisione 2012-2013, più ammenda di 90 000 euro   |      |
| Empoli                       | 1 punto di penalizzazione da scontare nel campionato di Serie B 2012-2013                                                 |      |
| Padova                       | 2 punti di penalizzazione da scontare nel campionato di Serie B 2012-2013                                                 |      |
| Pescara                      | 2 punti di penalizzazione da scontare nel campionato di Serie A 2012-2013                                                 |      |
| Reggina                      | 4 punti di penalizzazione da scontare nel campionato di Serie B 2012-2013                                                 |      |
| Sampdoria                    | Ammenda di 50 000 euro |      |
| Monza                        | 5 punti di penalizzazione da scontare nel campionato di Lega Pro Seconda Divisione 2012-2013                              |      |
| Piacenza                     | 11 punti di penalizzazione da scontare nel campionato di Lega Pro Seconda Divisione 2012-2013, più ammenda di 70 000 euro |      |
| Spezia                       | Ammenda di 30 000 euro |      |
| Ancona                       | 8 punti di penalizzazione da scontare nel campionato di Serie D 2012-2013                                                 |      |
| Ravenna                      | 1 punto di penalizzazione da scontare nel campionato di Eccellenza Emilia-Romagna 2012-2013                               |      |
| U.S. Avesa H.S.M. calcio a 5 | 1 punto di penalizzazione da scontare nel campionato di Serie C1 calcio a cinque 2012-2013, più ammenda di 200 euro       |      |

##### Tesserati
| Deferito                                                 | Sanzione                              |
| -------------------------------------------------------- | ------------------------------------- |
| Luigi Sartor (ex calciatore)                             | 5 anni di squalifica, più preclusione |
| Alessandro Zamperini (svincolato)                        | 5 anni di squalifica, più preclusione |
| Mario Cassano (portiere Piacenza)                        | 5 anni di squalifica, più preclusione |
| Alberto Maria Fontana (portiere Novara)                  | 3 anni e 6 mesi di squalifica         |
| Rijat Shala (svincolato, ex Novara)                      | Prosciolto                            |
| Nicola Ventola (ex giocatore)                            | 3 anni e 6 mesi di squalifica         |
| Nicola Ferrari (attaccante Verona)                       | 3 anni di squalifica                  |
| Ruben Garlini (allenatore in seconda AlbinoLeffe)        | 3 anni di squalifica                  |
| Daniele Vantaggiato (attaccante Bologna)                 | 3 anni di squalifica                  |
| Alberto Comazzi (difensore svincolato, ex Swindon Town)  | 4 anni di squalifica                  |
| Salvatore Mastronunzio (attaccante Gubbio)               | 4 anni di squalifica                  |
| Maurizio Nassi (attaccante Alessandria)                  | 3 anni di squalifica                  |
| Davide Caremi (centrocampista svincolato, ex Andria BAT) | 3 anni e 6 mesi di squalifica         |
| Mattia Serafini (difensore Fano)                         | 3 anni e 6 mesi di squalifica         |
| Achille Coser (portiere Novara)                          | Prosciolto                            |
| Roberto Colacone (attaccante Monza)                      | 4 anni di squalifica                  |
| Thomas Job (centrocampista Cittadella)                   | 3 anni e 6 mesi di squalifica         |
| Riccardo Fissore (difensore Pavia)                       | 3 anni e 9 mesi di squalifica         |
| Vincenzo Italiano (centrocampista Padova)                | 3 anni di squalifica                  |
| Luigi Consonni (centrocampista Grosseto)                 | Prosciolto                            |
| Maurizio Sarri (allenatore)                              | Prosciolto                            |
| Vincenzo Santoruvo (attaccante Frosinone)                | 6 giornate di gara di squalifica      |
| Giuseppe Magalini (Direttore sportivo Mantova)           | 3 anni e 3 mesi di inibizione         |
| Filippo Cristante (difensore Portogruaro)                | 3 anni di squalifica                  |
| Edoardo Catinali (centrocampista L'Aquila)               | 9 mesi di squalifica                  |
| Cesare Rickler (difensore Bologna)                       | 4 anni di squalifica                  |
| Franco De Falco (Direttore sportivo Reggiana)            | 3 anni e 9 mesi di inibizione         |
| Federico Cossato (ex attaccante)                         | 3 anni e 6 mesi di squalifica         |
| Nicola Santoni (Preparatore dei portieri Ravenna)        | 5 anni di squalifica, più preclusione |
| Gianluca Nicco (centrocampista Frosinone)                | 3 anni di squalifica                  |
| Gianni Rosati (Direttore sportivo)                       | 3 anni e 3 mesi di inibizione         |
| Marco Paoloni (ex portiere Benevento)                    | 4 anni di squalifica                  |
| Mirko Stefani (difensore Frosinone)                      | 4 anni di squalifica                  |
| Luca Fiuzzi (difensore Monza)                            | 4 anni di squalifica                  |
| Andrea Alberti (attaccante Prato)                        | 3 anni e 6 mesi di squalifica         |
| Vincenzo Iacopino (centrocampista Monza)                 | 3 anni e 6 mesi di squalifica         |
| Andrea Iaconi (Direttore sportivo Brescia)               | 3 anni e 9 mesi di inibizione         |

### Processo sportivo di secondo grado
Il procedimento di secondo grado si concluse il 6 luglio 2012 con l'emissione della sentenza presso la Corte di Giustizia Federale della FIGC.

#### La sentenza d'appello
Tra tesserati e società che hanno fatto ricorso sono stati accolti 7 ricorsi su 46. In particolare l'unica società a vedersi annullata la penalizzazione è stata il Pescara, mentre tra i tesserati gli unici ad aver ricevuto uno sconto di pena sono stati Gianluca Nicco e Franco De Falco.

##### Società
| Deferito    | Sanzione |
| ----------- | --- |
| Novara      | 3 punti di penalizzazione da scontare nel campionato di Serie B 2012-2013, più ammenda di 35 000 euro                  |
| Siena       | Ammenda di 50 000 euro                                                                                                 |
| AlbinoLeffe | 9 punti di penalizzazione da scontare nel campionato di Lega Pro Prima Divisione 2012-2013, più ammenda di 45 000 euro |
| Empoli      | 1 punto di penalizzazione da scontare nel campionato di Serie B 2012-2013                                              |
| Padova      | 2 punti di penalizzazione da scontare nel campionato di Serie B 2012-2013                                              |
| Pescara     | Ammenda di 30 000 euro                                                                                                 |
| Reggina     | 3 punti di penalizzazione da scontare nel campionato di Serie B 2012-2013                                              |
| Sampdoria   | Ammenda di 50 000 euro                                                                                                 |
| Monza       | 4 punti di penalizzazione da scontare nel campionato di Lega Pro Seconda Divisione 2012-2013                           |
| Spezia      | Ammenda di 30 000 euro                                                                                                 |

##### Tesserati
| Deferito                                                 | Sanzione                                         |
| -------------------------------------------------------- | ------------------------------------------------ |
| Luigi Sartor (ex calciatore)                             | 5 anni di squalifica, più preclusione            |
| Alessandro Zamperini (svincolato)                        | 5 anni di squalifica, più preclusione            |
| Mario Cassano (portiere Piacenza)                        | 5 anni di squalifica, più preclusione            |
| Alberto Maria Fontana (portiere Novara)                  | 3 anni e 6 mesi di squalifica                    |
| Nicola Ventola (ex giocatore)                            | 3 anni e 6 mesi di squalifica                    |
| Nicola Ferrari (attaccante Verona)                       | 3 anni di squalifica                             |
| Ruben Garlini (allenatore in seconda AlbinoLeffe)        | 3 anni di squalifica                             |
| Daniele Vantaggiato (attaccante Bologna)                 | 3 anni di squalifica                             |
| Alberto Comazzi (difensore svincolato, ex Swindon Town)  | 4 anni di squalifica                             |
| Salvatore Mastronunzio (attaccante Gubbio)               | 4 anni di squalifica                             |
| Maurizio Nassi (attaccante Alessandria)                  | 3 anni di squalifica                             |
| Davide Caremi (centrocampista svincolato, ex Andria BAT) | 3 anni e 6 mesi di squalifica                    |
| Mattia Serafini (difensore Fano)                         | 3 anni e 6 mesi di squalifica                    |
| Roberto Colacone (attaccante Monza)                      | 4 anni di squalifica                             |
| Thomas Job (centrocampista Cittadella)                   | 3 anni e 6 mesi di squalifica                    |
| Riccardo Fissore (difensore Pavia)                       | 3 anni e 9 mesi di squalifica                    |
| Vincenzo Italiano (centrocampista Padova)                | 3 anni di squalifica                             |
| Vincenzo Santoruvo (attaccante Frosinone)                | 6 giornate di gara di squalifica                 |
| Giuseppe Magalini (Direttore sportivo Mantova)           | 3 anni e 3 mesi di inibizione                    |
| Filippo Cristante (difensore Portogruaro)                | 3 anni di squalifica                             |
| Edoardo Catinali (centrocampista L'Aquila)               | 9 mesi di squalifica                             |
| Cesare Rickler (difensore Bologna)                       | 4 anni di squalifica                             |
| Franco De Falco (Direttore sportivo Reggiana)            | 1 anno di inibizione, più ammenda di 30 000 euro |
| Federico Cossato (ex attaccante)                         | 3 anni e 6 mesi di squalifica                    |
| Nicola Santoni (Preparatore dei portieri Ravenna)        | 5 anni di squalifica, più preclusione            |
| Gianluca Nicco (centrocampista Frosinone)                | 1 anno di squalifica, più ammenda di 30 000 euro |
| Gianni Rosati (Direttore sportivo)                       | 3 anni e 3 mesi di inibizione                    |
| Marco Paoloni (ex portiere Benevento)                    | 4 anni di squalifica                             |
| Mirko Stefani (difensore Frosinone)                      | 4 anni di squalifica                             |
| Luca Fiuzzi (difensore Monza)                            | 4 anni di squalifica                             |
| Andrea Alberti (attaccante Prato)                        | 3 anni e 6 mesi di squalifica                    |
| Vincenzo Iacopino (centrocampista Monza)                 | 3 anni e 6 mesi di squalifica                    |
| Andrea Iaconi (Direttore sportivo Brescia)               | 3 anni e 9 mesi di inibizione                    |

### Ricorsi al TNAS

#### Società
| Deferito    | Sanzione                                                                                   | Data lodo        |
| ----------- | ------------------------------------------------------------------------------------------ | ---------------- |
| Reggina     | 2 punti di penalizzazione da scontare nel campionato di Serie B 2012-2013                  | 18 gennaio 2013  |
| AlbinoLeffe | 5 punti di penalizzazione da scontare nel campionato di Lega Pro Prima Divisione 2012-2013 | 25 gennaio 2013  |
| Padova      | Ammenda di 50 000 euro                                                                     | 4 febbraio 2013  |
| Empoli      | Prosciolto                                                                                 | 11 febbraio 2013 |
| Novara      | 2 punti di penalizzazione da scontare nel campionato di Serie B 2012-2013                  | 10 aprile 2013   |

#### Tesserati
| Deferito               | Sanzione                      | Data lodo        |
| ---------------------- | ----------------------------- | ---------------- |
| Alberto Maria Fontana  | Prosciolto                    | 28 novembre 2012 |
| Filippo Cristante      | 1 anno di squalifica          | 3 dicembre 2012  |
| Gianluca Nicco         | 6 mesi di squalifica          | 17 dicembre 2012 |
| Daniele Vantaggiato    | 6 mesi di squalifica          | 17 dicembre 2012 |
| Andrea Alberti         | Prosciolto                    | 19 gennaio 2013  |
| Vincenzo Iacopino      | 1 anno di squalifica          | 29 gennaio 2013  |
| Nicola Ferrari         | Prosciolto                    | 30 gennaio 2013  |
| Vincenzo Italiano      | 9 mesi di squalifica          | 4 febbraio 2013  |
| Mirko Stefani          | 1 anno e 1 mese di squalifica | 8 marzo 2013     |
| Thomas Job             | Prosciolto                    | 28 marzo 2013    |
| Luca Fiuzzi            | 1 anno di squalifica          | 4 aprile 2013    |
| Riccardo Fissore       | 1 anno e 2 mesi di squalifica | 11 aprile 2013   |
| Salvatore Mastronunzio | 3 anni di squalifica          | 15 aprile 2013   |
| Maurizio Nassi         | 1 anno e 3 mesi di squalifica | 15 aprile 2013   |
| Nicola Ventola         | Prosciolto                    | 23 aprile 2013   |
| Cesare Rickler         | 1 anno e 2 mesi di squalifica | 24 aprile 2013   |
| Giuseppe Magalini      | 1 anno e 3 mesi di inibizione | 16 maggio 2013   |
| Andrea Iaconi          | 1 anno e 3 mesi di inibizione | 18 luglio 2013   |

## Terzo filone di indagini: Cremona-ter e Bari
Il terzo filone di indagini è quello relativo al terzo filone dell'inchiesta di Cremona ed al primo filone dell'inchiesta di Bari ed ha visto il coinvolgimento di 35 tesserati e 13 società deferiti dal Procuratore Palazzi alla Commissione Disciplinare Nazionale FIGC.

### Processo sportivo di primo grado
Il procedimento sportivo di primo grado è iniziato il 1º agosto 2012 presso la Commissione Disciplinare Nazionale della FIGC. Sono state subito accolte diverse richieste di patteggiamento. Il 1º e il 3 agosto il procuratore federale Stefano Palazzi ha presentato così le sue richieste d'accusa per le squadre e i calciatori rimanenti.

#### Patteggiamenti

##### Società
| Deferito    | Sanzione da scontare nella stagione 2012-2013 |
| ----------- | --- |
| AlbinoLeffe | 1 punto di penalizzazione da scontare nel campionato di Lega Pro Prima Divisione 2012-2013 e 30 000 euro di ammenda (inchiesta della Procura di Cremona). |
| Bari        | 5 punti di penalizzazione da scontare nel campionato di Serie B 2012-2013 e 80 000 euro di ammenda (inchiesta della Procura di Bari).                     |
| Portogruaro | 5.000 euro di ammenda (Cremona). |
| Sampdoria   | 1 punto di penalizzazione da scontare nel campionato di Serie A 2012-2013 e 30 000 euro di ammenda (Bari).                                                |
| Siena       | 6 punti di penalizzazione da scontare nel campionato di Serie A 2012-2013 e 20 000 euro di ammenda, più 80 000 euro per la continuazione (Cremona).       |
| Torino      | 1 punto di penalizzazione da scontare nel campionato di Serie A 2012-2013 e 30 000 euro di ammenda (Cremona).                                             |
| Varese      | 1 punto di penalizzazione da scontare nel campionato di Serie B 2012-2013 e 30 000 euro di ammenda (Cremona).                                             |

##### Tesserati
| Deferito                                         | Sanzione                                                                                                 |
| ------------------------------------------------ | --- |
| Guido Angelozzi (direttore sportivo Bari)        | 4 mesi di inibizione (inchiesta della Procura di Bari)                                                   |
| Simone Bentivoglio                               | 1 anno e 1 mese di squalifica, più 50 000 euro di ammenda (Bari)                                         |
| Filippo Carobbio                                 | 4 mesi di squalifica (Cremona); 2 mesi di squalifica in continuazione (Bari)                             |
| Angelo da Costa                                  | 3 mesi di squalifica, più 30 000 euro di ammenda (Cremona)                                               |
| Giorgio D'Urbano (ex preparatore atletico Siena) | 5 mesi e 10 giorni di squalifica (Cremona)                                                               |
| Marco Esposito                                   | 3 mesi e 10 giorni di squalifica (Bari)                                                                  |
| Daniele Faggiano (ex direttore sportivo Siena)   | 4 mesi di inibizione (Cremona)                                                                           |
| Ruben Garlini                                    | 9 mesi di squalifica (Cremona)                                                                           |
| Carlo Gervasoni                                  | 3 mesi di squalifica (Cremona); 1 mese di squalifica in continuazione (Bari)                             |
| Marcelo Larrondo                                 | 3 mesi e 20 giorni di squalifica, più 30 000 euro di ammenda (Cremona)                                   |
| Andrea Masiello                                  | 2 anni e 2 mesi di squalifica, più 30 000 euro di ammenda (Bari)                                         |
| Bortolo Mutti                                    | 4 mesi di squalifica (Bari)                                                                              |
| Alessandro Parisi                                | 1 anno e 8 mesi di squalifica, più 10 000 euro di ammenda (Bari)                                         |
| Marco Rossi                                      | 1 anno e 8 mesi di squalifica, più 20 000 euro di ammenda (Bari)                                         |
| Luigi Sala                                       | 2 anni di squalifica (Cremona)                                                                           |
| Cristian Stellini                                | 2 anni di squalifica, più 50 000 euro di ammenda (Cremona); 6 mesi di squalifica in continuazione (Bari) |
| Dario Passoni                                    | 6 mesi e 15 giorni di squalifica (Cremona)                                                               |
| Mirco Poloni                                     | 6 mesi di squalifica (Cremona)                                                                           |
| Marcello Sanfelice (team manager Bologna)        | 4 mesi di squalifica (Cremona)                                                                           |
| Marco Savorani (allenatore dei portieri Siena)   | 5 mesi e 10 giorni di squalifica (Cremona)                                                               |

#### Richieste dell'accusa
Richieste dell'accusa:
Società
- Ancona: 10 000 euro di ammenda (Cremona).
- Bologna: 2 punti di penalizzazione da scontare nel campionato di Serie A 2012-2013 e 50 000 di ammenda (Bari).
- Grosseto: retrocessione in Lega Pro Prima Divisione 2012-2013 e 3 punti di penalizzazione (Cremona).
- Lecce: retrocessione in Lega Pro Prima Divisione 2012-2013 e 6 punti di penalizzazione (Bari).
- Novara: 4 punti di penalizzazione da scontare nel campionato di Serie B 2012-2013 (Cremona).
- Udinese: 50 000 di ammenda (Bari).

Tesserati
- Piero Camilli: 5 anni di inibizione, più preclusione (Cremona).
- Antonio Conte: 1 anno e 3 mesi di squalifica (Cremona).
- Angelo Alessio: 1 anno e 3 mesi di squalifica (Cremona).
- Antonio Bellavista: 9 mesi di squalifica, in continuità con la squalifica di 5 anni del primo processo (Bari).
- Nicola Belmonte: 4 anni di squalifica (Bari).
- Cristian Bertani: 3 anni e 6 mesi di squalifica (Cremona).
- Davide Bombardini: 3 anni e 6 mesi di squalifica (Cremona).
- Leonardo Bonucci: 3 anni e 6 mesi di squalifica (Bari).
- Mario Cassano: 9 mesi di squalifica, in continuità con la squalifica di 5 anni del primo processo (Cremona).
- Edoardo Catinali: 3 anni e 6 mesi di squalifica (Cremona).
- Ferdinando Coppola: 3 anni e 6 mesi di squalifica (Cremona).
- Marco Di Vaio: 1 anno di squalifica (Bari).
- Davide Drascek: 3 anni e 6 mesi di squalifica (Cremona).
- Stefano Guberti: 3 anni di squalifica (Bari).
- Salvatore Masiello: 3 anni e 6 mesi di squalifica (Bari).
- Daniele Padelli: 3 anni di squalifica (Bari).
- Alessandro Pellicori: 3 anni e 6 mesi di squalifica (Cremona).
- Simone Pepe: 1 anno di squalifica (Bari).
- Emanuele Pesoli: 3 anni di squalifica (Cremona).
- Daniele Portanova: 3 anni di squalifica (Bari).
- Pierandrea Semeraro: 5 anni di inibizione, più preclusione (Bari).
- Claudio Terzi: 3 anni e 6 mesi di squalifica (Cremona).
- Roberto Vitiello: 4 anni di squalifica (Cremona).
- Giuseppe Vives: 3 anni e 6 mesi di squalifica (Bari).

#### La sentenza di primo grado
Il procedimento di primo grado si è concluso il 10 agosto 2012 con l'emissione della sentenza il giorno successivo. Complessivamente sono stati sanzionati 25 tesserati e 6 società, 7 i prosciolti (Leonardo Bonucci, Simone Pepe, Nicola Belmonte, Marco Di Vaio, Salvatore Masiello, Daniele Padelli e Giuseppe Vives) poiché il pentito che li aveva accusati, Andrea Masiello, non è stato ritenuto credibile.

##### Società
| Deferito | Sanzione da scontare nella stagione 2012-2013                                |
| -------- | ---------------------------------------------------------------------------- |
| Ancona   | 10 000 euro di ammenda                                                       |
| Bologna  | 50 000 euro di ammenda                                                       |
| Grosseto | Retrocessione in Lega Pro Prima Divisione 2012-2013                          |
| Lecce    | Retrocessione in Lega Pro Prima Divisione 2012-2013 e 30 000 euro di ammenda |
| Novara   | 2 punti di penalizzazione da scontare nel campionato di Serie B 2012-2013    |
| Udinese  | Prosciolta                                                                   |

##### Tesserati
| Deferito                               | Sanzione                      |
| -------------------------------------- | ----------------------------- |
| Piero Camilli (presidente Grosseto)    | 5 anni di inibizione          |
| Antonio Conte                          | 10 mesi di squalifica         |
| Angelo Alessio                         | 8 mesi di squalifica          |
| Antonio Bellavista                     | 4 anni di squalifica          |
| Nicola Belmonte                        | 6 mesi di squalifica          |
| Cristian Bertani                       | 3 anni e 6 mesi di squalifica |
| Davide Bombardini                      | 6 mesi di squalifica          |
| Leonardo Bonucci                       | Prosciolto                    |
| Mario Cassano                          | 9 mesi di squalifica          |
| Edoardo Catinali                       | 3 anni e 6 mesi di squalifica |
| Ferdinando Coppola                     | 6 mesi di squalifica          |
| Marco Di Vaio                          | Prosciolto                    |
| Davide Drascek                         | 3 anni e 6 mesi di squalifica |
| Stefano Guberti                        | 3 anni di squalifica          |
| Salvatore Masiello                     | Prosciolto                    |
| Daniele Padelli                        | Prosciolto                    |
| Alessandro Pellicori                   | 3 anni di squalifica          |
| Simone Pepe                            | Prosciolto                    |
| Emanuele Pesoli                        | 3 anni di squalifica          |
| Daniele Portanova                      | 6 mesi di squalifica          |
| Pierandrea Semeraro (presidente Lecce) | 5 anni di inibizione          |
| Claudio Terzi                          | 3 anni e 6 mesi di squalifica |
| Roberto Vitiello                       | 4 anni di squalifica          |
| Giuseppe Vives                         | Prosciolto                    |

### Processo sportivo di secondo grado
Il procedimento di secondo grado si concluse il 22 agosto 2012 con l'emissione della sentenza presso la Corte di Giustizia Federale della FIGC.

#### La sentenza d'appello
Tra tesserati e società che hanno fatto ricorso sono stati accolti 5 ricorsi su 30. In particolare l'unica società a vedersi annullata la retrocessione è stata il Grosseto, il Novara ha ottenuto 1 punto di sconto rispetto alla disciplinare, mentre tra i tesserati gli unici ad aver ricevuto uno sconto di pena sono stati Angelo Alessio e Piero Camilli. Antonio Conte, per quanto prosciolto in relazione alla partita Novara-Siena, si è visto rimodulare la pena per la partita Siena-Albinoleffe lasciando pertanto la squalifica invariata rispetto al primo grado.

##### Società
| Deferito | Sanzione da scontare nella stagione 2012-2013                                                      |
| -------- | -------------------------------------------------------------------------------------------------- |
| Ancona   | 10 000 euro di ammenda                                                                             |
| Bologna  | 50 000 euro di ammenda                                                                             |
| Grosseto | Prosciolto                                                                                         |
| Lecce    | retrocessione in Lega Pro Prima Divisione 2012-2013 e 30 000 euro di ammenda                       |
| Novara   | 1 punto di penalizzazione da scontare nel campionato di Serie B 2012-2013 e 20 000 euro di ammenda |
| Udinese  | Prosciolta                                                                                         |

##### Tesserati
| Deferito                               | Sanzione                      |
| -------------------------------------- | ----------------------------- |
| Piero Camilli (presidente Grosseto)    | Prosciolto                    |
| Antonio Conte                          | 10 mesi di squalifica         |
| Angelo Alessio                         | 6 mesi di squalifica          |
| Antonio Bellavista                     | 4 anni di squalifica          |
| Nicola Belmonte                        | 6 mesi di squalifica          |
| Cristian Bertani                       | 3 anni e 6 mesi di squalifica |
| Davide Bombardini                      | 6 mesi di squalifica          |
| Leonardo Bonucci                       | Prosciolto                    |
| Mario Cassano                          | 9 mesi di squalifica          |
| Edoardo Catinali                       | 3 anni e 6 mesi di squalifica |
| Ferdinando Coppola                     | 6 mesi di squalifica          |
| Marco Di Vaio                          | Prosciolto                    |
| Davide Drascek                         | 3 anni e 6 mesi di squalifica |
| Stefano Guberti                        | 3 anni di squalifica          |
| Salvatore Masiello                     | Prosciolto                    |
| Daniele Padelli                        | Prosciolto                    |
| Alessandro Pellicori                   | 3 anni di squalifica          |
| Simone Pepe                            | Prosciolto                    |
| Emanuele Pesoli                        | 3 anni di squalifica          |
| Daniele Portanova                      | 4 mesi di squalifica          |
| Pierandrea Semeraro (presidente Lecce) | 5 anni di inibizione          |
| Claudio Terzi                          | 3 anni e 6 mesi di squalifica |
| Roberto Vitiello                       | 4 anni di squalifica          |
| Giuseppe Vives                         | Prosciolto                    |

### Ricorsi al TNAS

#### Società
| Deferito | Sanzione                                            | Data lodo       |
| -------- | --------------------------------------------------- | --------------- |
| Lecce    | retrocessione in Lega Pro Prima Divisione 2012-2013 | 25 gennaio 2013 |

#### Tesserati
| Deferito                               | Sanzione              | Data lodo        |
| -------------------------------------- | --------------------- | ---------------- |
| Angelo Alessio                         | 2 mesi di squalifica  | 15 novembre 2012 |
| Antonio Conte                          | 4 mesi di squalifica  | 15 novembre 2012 |
| Nicola Belmonte                        | 4 mesi di squalifica  | 22 novembre 2012 |
| Pierandrea Semeraro (presidente Lecce) | 4 anni di inibizione  | 25 gennaio 2013  |
| Edoardo Catinali                       | 5 mesi di squalifica  | 28 febbraio 2013 |
| Ferdinando Coppola                     | 4 mesi di squalifica  | 28 febbraio 2013 |
| Claudio Terzi                          | 7 mesi di squalifica  | 8 aprile 2013    |
| Roberto Vitiello                       | 9 mesi di squalifica  | 7 febbraio 2013  |
| Emanuele Pesoli                        | 10 mesi di squalifica | 24 aprile 2013   |

## Quarto filone di indagini: inchiesta di Napoli
Il quarto filone di indagini è quello relativo all'inchiesta di Napoli e vede il coinvolgimento di Napoli, AlbinoLeffe, Crotone, Portogruaro-Summaga, SPAL, Avesa (calcio a 5) e dei loro tesserati indagati Matteo Gianello, Paolo Cannavaro, Gianluca Grava, Silvio Giusti, Dario Passoni, Gianfranco Parlato, Marco Zamboni, Federico Cossato, Claudio Furlan e i tecnici Andrea Agostinelli e David Dei. Vengono archiviati in relazione al procedimento ordinario penale già il 30 maggio 2012 Michele Cossato, Gianluca Di Marzio, Giuseppe Santorum, Demis Gasperi, Dario Passoni, Luca Ariatti, Ernesto Renzi, Paolo Franchetti, Marco Zamboni, Gianfranco Parlato.

### Processo sportivo di primo grado
Il procedimento sportivo di primo grado è iniziato il 10 dicembre 2012 presso la Commissione Disciplinare Nazionale della FIGC. Sono state subito accolte diverse richieste di patteggiamento. Il procuratore federale Stefano Palazzi ha presentato così le sue richieste d'accusa per le squadre e i calciatori rimanenti.

#### Patteggiamenti

##### Società
| Deferito                     | Sanzione da scontare nella stagione 2012-2013 |
| ---------------------------- | --------------------------------------------- |
| AlbinoLeffe                  | 5.000 euro di ammenda                         |
| U.S. Avesa H.S.M. calcio a 5 | 100 euro di ammenda                           |

##### Tesserati
| Deferito           | Sanzione                                 |
| ------------------ | ---------------------------------------- |
| Federico Cossato   | 9 mesi di squalifica                     |
| Dario Passoni      | 4 mesi di squalifica                     |
| Gianfranco Parlato | 2 mesi di squalifica                     |
| Claudio Furlan     | 2 anni, 4 mesi e 20 giorni di squalifica |

#### Richieste dell'accusa
Richieste dell'accusa:
Società
- Napoli: 1 punto di penalizzazione da scontare nel campionato corrente Serie A 2012-2013 più ammenda di 100 000 euro.
- Crotone: 1 punto di penalizzazione da scontare nel campionato corrente Serie B 2012-2013.
- Portogruaro: 2 punti di penalizzazione da scontare nel campionato corrente Lega Pro Prima Divisione 2012-2013 più ammenda di 10 000 euro.
- SPAL: Ammenda di 5 000 euro.

Tesserati
- Gianluca Grava: 9 mesi di squalifica
- Paolo Cannavaro: 9 mesi di squalifica
- Matteo Gianello: 3 anni e 3 mesi di squalifica
- Marco Zamboni: 1 anno e 7 mesi di squalifica
- Silvio Giusti: 3 anni e 9 mesi di squalifica
- Andrea Agostinelli: 3 anni di squalifica
- David Dei: 3 anni di squalifica

#### La sentenza di primo grado
Il procedimento di primo grado si è concluso il 18 dicembre 2012 con l'emissione della sentenza. Complessivamente, su 11 deferimenti vi sono state 10 condanne e un solo proscioglimento in particolare per il Crotone.

##### Società
| Deferito    | Sanzione da scontare nella stagione 2012-2013                                                                          |
| ----------- | --- |
| Napoli      | 2 punti di penalizzazione da scontare nel campionato di Serie A 2012-2013, più ammenda di 70 000 euro                  |
| Crotone     | Prosciolto |
| Portogruaro | 2 punti di penalizzazione da scontare nel campionato di Lega Pro Prima Divisione 2012-2013, più ammenda di 10 000 euro |
| SPAL        | Ammenda di 5 000 euro                                                                                                  |

##### Tesserati
| Deferito           | Sanzione                      |
| ------------------ | ----------------------------- |
| Gianluca Grava     | 6 mesi di squalifica          |
| Paolo Cannavaro    | 6 mesi di squalifica          |
| Matteo Gianello    | 3 anni e 3 mesi di squalifica |
| Marco Zamboni      | 1 anno e 7 mesi di squalifica |
| Silvio Giusti      | 3 anni e 9 mesi di squalifica |
| Andrea Agostinelli | 1 mese di squalifica          |
| David Dei          | 1 mese di squalifica          |

### Processo sportivo di secondo grado
Il procedimento di secondo grado si è concluso il 17 gennaio 2013 con l'emissione della sentenza.

#### La sentenza d'appello
Vi sono state due assoluzioni nelle file del Napoli e uno sconto di penalità per il Portogruaro.

##### Società
| Deferito    | Sanzione da scontare nella stagione 2012-2013                                              |
| ----------- | ------------------------------------------------------------------------------------------ |
| Napoli      | Ammenda di 50.000 euro                                                                     |
| Portogruaro | 1 punto di penalizzazione da scontare nel campionato di Lega Pro Prima Divisione 2012-2013 |

##### Tesserati
| Deferito        | Sanzione                      |
| --------------- | ----------------------------- |
| Gianluca Grava  | Prosciolto                    |
| Paolo Cannavaro | Prosciolto                    |
| Matteo Gianello | 1 anno e 9 mesi di squalifica |

### Conseguenze delle sanzioni sportive relative al secondo, terzo e quarto filone
- Il Lecce, che al termine della stagione 2011-2012 era già retrocesso sul campo dalla Serie A alla Serie B, è stato escluso anche dal campionato cadetto ed assegnato al Girone A della Prima Divisione. Al suo posto il Vicenza (sconfitto ai playout dall'Empoli) è stato ripescato in Serie B.
- Tutte le altre penalizzazioni in classifica sono state scontate nei campionati 2012-2013 in applicazione del principio di afflittività. Le uniche penalizzazioni che sono poi risultate decisive ai fini delle classifiche sono state quelle dell'AlbinoLeffe in Prima Divisione (che ha mancato i playoff nel Girone A) e del Monza in Seconda Divisione (che ha mancato la vittoria del Girone A e la conseguente promozione diretta in Prima Divisione, oltre che la partecipazione alla Supercoppa di Seconda Divisione, venendo costretto ai playoff poi persi in finale contro il Venezia). Le penalizzazioni inflitte ad Ancona, Piacenza e Ravenna non sono state scontate in quanto le società originarie erano nel frattempo fallite (e le penalizzazioni non potevano essere ereditate dalle nuove società fondate in tali città).

## Quinto filone di indagini: Bari-bis
Il quinto filone di indagini è quello relativo al secondo filone dell'inchiesta di Bari e vede il coinvolgimento in tutto di 34 tesserati relativo alle partite incriminate Bari-Treviso 4-1 e Salernitana-Bari 3-2 (Serie B 2008-2009), Bari-Sampdoria 0-1 e Palermo-Bari 2-1 (Serie A 2010-2011) che secondo l'accusa sono state aggiustate e in cui i giocatori per perdere gli ultimi due match suddetti intascarono complessivamente 140.000 €, inoltre, tre ultras del Bari avrebbero minacciato un giocatore per costringerlo alle combine. Andrea Masiello, Vittorio Micolucci, Cristian Stellini sono diventati pentiti mentre Hristian Ilievski, Antonio Bellavista e Angelo Iacovielli (ausiliare ospedaliero) sono indagati per frode sportiva.
Il 6 giugno 2013 per Andrea Ranocchia e Antonio Conte è stata chiesta l'archiviazione, i deferiti per illecito sportivo sono 27, quelli per omessa denuncia sono 7 (Paulo Vitor Barreto, Simone Cavalli, Mariano Donda, Alessandro Gazzi, Santiago Ladino, Andrea Masiello e Giovanni Marchese) mentre il Bari è stato deferito per responsabilità oggettiva con aggravanti per illecito sportivo consumato.

### Processo sportivo di primo grado
Il procedimento di primo grado presso la Commissione Disciplinare Nazionale della FIGC è iniziato il 4 luglio 2013 con l'accoglimento di alcune richieste di patteggiamento e lo stralcio della posizione di Mark Edusei. Il 12 maggio 2014 il calciatore ghanese è stato condannato a 3 anni e 6 mesi per aver alterato la gara Salernitana-Bari del 23 maggio 2009.

#### Patteggiamenti

##### Società
| Deferito | Sanzione da scontare nella stagione 2013-2014                                                         |
| -------- | --- |
| Bari     | 1 punto di penalizzazione da scontare nel campionato di Serie B 2013-2014, più 25 000 euro di ammenda |

##### Tesserati
| Deferito            | Sanzione                                                     |
| ------------------- | ------------------------------------------------------------ |
| Nicola Santoni      | 9 mesi di squalifica                                         |
| Cristian Stellini   | 6 mesi di squalifica                                         |
| Alessandro Gazzi    | 3 mesi e 10 giorni di squalifica, più 40 000 euro di ammenda |
| Andrea Masiello     | 3 mesi e 15 giorni di squalifica, più 20 000 euro di ammenda |
| Marco Esposito      | 1 anno e 8 mesi di squalifica                                |
| Simone Cavalli      | 4 mesi di squalifica                                         |
| Davide Lanzafame    | 1 anno e 4 mesi di squalifica, più 40 000 euro di ammenda    |
| Paulo Vitor Barreto | 3 mesi e 10 giorni di squalifica, più 10 000 euro di ammenda |
| Giovanni Marchese   | 3 mesi e 10 giorni di squalifica, più 10 000 euro di ammenda |

#### Richieste dell'accusa
Richieste dell'accusa:
Tesserati
- Cosimo D'Angelo: 5 anni di inibizione, più radiazione
- Jean-François Gillet: 4 anni di squalifica
- Massimo Ganci: 4 anni di squalifica
- Gianluca Galasso: 3 anni e 9 mesi di squalifica
- Nicola Belmonte: 3 anni e 6 mesi di squalifica
- Raffaele Bianco: 3 anni e 6 mesi di squalifica
- Massimo Bonanni: 3 anni e 6 mesi di squalifica
- Simone Bonomi: 3 anni e 6 mesi di squalifica
- Francesco Caputo: 3 anni e 6 mesi di squalifica
- Corrado Colombo: 3 anni e 6 mesi di squalifica
- Daniele De Vezze: 3 anni e 6 mesi di squalifica
- Luca Fusco: 3 anni e 6 mesi di squalifica
- Stefano Guberti: 3 anni e 6 mesi di squalifica
- Vitali Kutuzov: 3 anni e 6 mesi di squalifica
- Alessandro Parisi: 3 anni e 6 mesi di squalifica
- William Pianu: 3 anni e 6 mesi di squalifica
- Ivan Rajčić: 3 anni e 6 mesi di squalifica
- Vincenzo Santoruvo: 3 anni e 6 mesi di squalifica
- Vitangelo Spadavecchia: 3 anni e 6 mesi di squalifica
- Nicola Strambelli: 3 anni e 6 mesi di squalifica
- Mariano Donda: 9 mesi di squalifica
- Santiago Ladino: 9 mesi di squalifica

#### La sentenza di primo grado
Il procedimento di primo grado si è concluso il 16 luglio 2013 con l'emissione della sentenza che ha visto il proscioglimento per due giocatori e sanzioni per gli altri 20 imputati.

##### Tesserati
| Deferito               | Sanzione                      |
| ---------------------- | ----------------------------- |
| Cosimo D'Angelo        | 4 anni di inibizione          |
| Jean-François Gillet   | 3 anni e 7 mesi di squalifica |
| Massimo Ganci          | 4 anni di squalifica          |
| Gianluca Galasso       | 3 anni e 7 mesi di squalifica |
| Nicola Belmonte        | 6 mesi di squalifica          |
| Raffaele Bianco        | 3 anni e 6 mesi di squalifica |
| Massimo Bonanni        | 6 mesi di squalifica          |
| Simone Bonomi          | 3 anni e 6 mesi di squalifica |
| Francesco Caputo       | 3 anni e 6 mesi di squalifica |
| Corrado Colombo        | 6 mesi di squalifica          |
| Daniele De Vezze       | 3 anni e 6 mesi di squalifica |
| Luca Fusco             | 3 anni e 6 mesi di squalifica |
| Stefano Guberti        | 3 anni e 6 mesi di squalifica |
| Vitali Kutuzov         | 3 anni e 6 mesi di squalifica |
| Alessandro Parisi      | 3 anni e 6 mesi di squalifica |
| William Pianu          | Prosciolto                    |
| Ivan Rajčić            | 3 anni e 6 mesi di squalifica |
| Vincenzo Santoruvo     | 3 anni e 6 mesi di squalifica |
| Vitangelo Spadavecchia | 6 mesi di squalifica          |
| Nicola Strambelli      | Prosciolto                    |
| Mariano Donda          | 6 mesi di squalifica          |
| Santiago Ladino        | 6 mesi di squalifica          |
| Mark Edusei            | 3 anni e 6 mesi di squalifica |

### Processo sportivo di secondo grado
Il procedimento di secondo grado è iniziato il 26 luglio 2013 e si è concluso il giorno seguente con l'emissione della sentenza.

#### La sentenza d'appello
La sentenza d'appello è stata emessa il 27 luglio 2013 ed ha visto l'accoglimento del ricorso da parte della Procura Federale della FIGC contro il proscioglimento per William Pianu squalificandolo per 3 anni e 6 mesi e la riduzione della squalifica per Raffaele Bianco e Corrado Colombo rispettivamente condannati a 6 mesi di squalifica per omessa denuncia il primo, e 3 mesi di squalifica il secondo.

##### Tesserati
| Deferito               | Sanzione                      |
| ---------------------- | ----------------------------- |
| Cosimo D'Angelo        | 4 anni di inibizione          |
| Jean-François Gillet   | 3 anni e 7 mesi di squalifica |
| Massimo Ganci          | 4 anni di squalifica          |
| Gianluca Galasso       | 3 anni e 7 mesi di squalifica |
| Nicola Belmonte        | 6 mesi di squalifica          |
| Raffaele Bianco        | 6 mesi di squalifica          |
| Massimo Bonanni        | 6 mesi di squalifica          |
| Simone Bonomi          | 3 anni e 6 mesi di squalifica |
| Francesco Caputo       | 3 anni e 6 mesi di squalifica |
| Corrado Colombo        | 3 mesi di squalifica          |
| Daniele De Vezze       | 3 anni e 6 mesi di squalifica |
| Luca Fusco             | 3 anni e 6 mesi di squalifica |
| Stefano Guberti        | 3 anni e 6 mesi di squalifica |
| Vitali Kutuzov         | 3 anni e 6 mesi di squalifica |
| Alessandro Parisi      | 3 anni e 6 mesi di squalifica |
| William Pianu          | 3 anni e 6 mesi di squalifica |
| Ivan Rajčić            | 3 anni e 6 mesi di squalifica |
| Vincenzo Santoruvo     | 3 anni e 6 mesi di squalifica |
| Vitangelo Spadavecchia | 6 mesi di squalifica          |
| Mariano Donda          | 6 mesi di squalifica          |
| Santiago Ladino        | 6 mesi di squalifica          |

### Ricorsi al TNAS

#### Tesserati
| Deferito             | Sanzione                      | Data lodo       |
| -------------------- | ----------------------------- | --------------- |
| Jean-François Gillet | 1 anno e 1 mese di squalifica | 24 gennaio 2014 |
| William Pianu        | Prosciolto                    | 28 gennaio 2014 |
| Francesco Caputo     | 1 anno di squalifica          | 29 gennaio 2014 |
| Stefano Guberti      | 1 anno e 1 mese di squalifica | 4 aprile 2014   |
| Alessandro Parisi    | 1 anno e 2 mesi di squalifica | 4 aprile 2014   |
| Ivan Rajčić          | 1 anno e 1 mese di squalifica | 10 aprile 2014  |
| Luca Fusco           | 1 anno e 2 mesi di squalifica | 6 giugno 2014   |
| Vincenzo Santoruvo   | 3 anni e 6 mesi di squalifica | 3 luglio 2014   |

## Sesto filone di indagini: Cremona-quater e Genova
Il sesto filone di indagini è quello relativo al quarto filone dell'inchiesta di Cremona ed ha visto il coinvolgimento di Genoa, Sampdoria, Lazio e dei loro tesserati indagati Domenico Criscito, Dario Dainelli, Omar Milanetto, Rodrigo Palacio, Giuseppe Sculli, K'akhaber K'aladze e Stefano Mauri.
L'11 settembre 2012 il pm di Genova Mazzeo, data la mancanza di prove, chiede l'archivizione per Criscito, Milanetto, Dainelli e Palacio, indagati per la presunta combine per il derby con la Sampdoria dell'8 maggio 2011.
Il 10 luglio 2013, il procuratore federale Stefano Palazzi in relazione a questo filone ha provveduto ai deferimenti per 8 tesserati per illecito sportivo relativo alle partite Lazio-Genoa del 14 maggio 2011 e Lecce-Lazio del 22 maggio 2011 e 3 società per responsabilità oggettiva.

I tesserati deferiti per illecito sportivo in relazione alle due partite incriminate sono: Stefano Mauri, Omar Milanetto, Mario Cassano, Carlo Gervasoni, Alessandro Zamperini, Massimiliano Benassi, Stefano Ferrario e Antonio Rosati, invece le tre società deferite per responsabilità oggettiva sono Lazio, Genoa e Lecce.

### Processo sportivo di primo grado
Il procedimento di primo grado presso la Commissione Disciplinare Nazionale della FIGC è iniziato il 24 luglio 2013 già con la richiesta di patteggiamento per il pentito Carlo Gervasoni.

#### Patteggiamenti

##### Tesserati
| Deferito        | Sanzione             |
| --------------- | -------------------- |
| Carlo Gervasoni | 2 mesi di squalifica |

#### Richieste dell'accusa
Richieste dell'accusa:
Società
- Lazio: 6 punti di penalizzazione da scontare nel campionato di Serie A 2013-2014, più ammenda di 20 000 euro.
- Genoa: 3 punti di penalizzazione da scontare nel campionato di Serie A 2013-2014.
- Lecce: 3 punti di penalizzazione da scontare nel campionato di Lega Pro Prima Divisione 2013-2014.

Tesserati
- Stefano Mauri: 4 anni e 6 mesi di squalifica
- Omar Milanetto: 3 anni e 6 mesi di squalifica
- Stefano Ferrario: 3 anni e 6 mesi di squalifica
- Massimiliano Benassi: 3 anni e 6 mesi di squalifica
- Antonio Rosati: 3 anni e 6 mesi di squalifica
- Alessandro Zamperini: 2 anni di squalifica
- Mario Cassano: 1 anno di squalifica

#### La sentenza di primo grado
Il procedimento di primo grado si è concluso il 2 agosto 2013 con l'emissione della sentenza che ha visto quattro proscioglimenti (Genoa, Omar Milanetto, Massimiliano Benassi e Antonio Rosati) e forti riduzioni di pena per gli altri imputati rispetto alle richieste del procuratore Stefano Palazzi.

##### Società
| Deferito | Sanzione               |
| -------- | ---------------------- |
| Lazio    | Ammenda di 40 000 euro |
| Lecce    | Ammenda di 20 000 euro |
| Genoa    | Prosciolto             |

##### Tesserati
| Deferito             | Sanzione             |
| -------------------- | -------------------- |
| Omar Milanetto       | Prosciolto           |
| Antonio Rosati       | Prosciolto           |
| Massimiliano Benassi | Prosciolto           |
| Alessandro Zamperini | 2 anni di squalifica |
| Stefano Mauri        | 6 mesi di squalifica |
| Stefano Ferrario     | 6 mesi di squalifica |
| Mario Cassano        | 4 mesi di squalifica |

#### La sentenza di secondo grado
Il procedimento di secondo grado si è concluso davanti alla Corte di Giustizia Federale il 17 agosto 2013 con l'emissione della sentenza che ha visto la conferma di quasi tutti i verdetti di primo grado con uno sconto di pena per Stefano Ferrario, una reformatio in peius per Mario Cassano e una sospensione del giudizio per Stefano Mauri dopo che la Corte ha disposto nuove indagini sulla sua posizione.
Il calciatore Alessandro Zamperini ha rinunciato al ricorso in appello.
Il 2 ottobre 2013, dopo la disposizione di nuove indagini a carico di Stefano Mauri la Corte di Giustizia Federale ha squalificato il calciatore per 9 mesi.

##### Società
| Deferito | Sanzione               |
| -------- | ---------------------- |
| Lazio    | Ammenda di 40 000 euro |
| Lecce    | Ammenda di 20 000 euro |
| Genoa    | Prosciolto             |

##### Tesserati
| Deferito             | Sanzione             |
| -------------------- | -------------------- |
| Omar Milanetto       | Prosciolto           |
| Antonio Rosati       | Prosciolto           |
| Massimiliano Benassi | Prosciolto           |
| Stefano Mauri        | 9 mesi di squalifica |
| Stefano Ferrario     | 4 mesi di squalifica |
| Mario Cassano        | 6 mesi di squalifica |

### Ricorsi al TNAS

#### Tesserati
| Deferito      | Sanzione             | Data lodo       |
| ------------- | -------------------- | --------------- |
| Stefano Mauri | 6 mesi di squalifica | 10 gennaio 2014 |

## Settimo filone di indagini: Cremona-quinquies
Il 13 agosto 2015 il procuratore federale Stefano Palazzi firma una sorta di deferimento bis per alcuni degli incolpati per le due partite Lazio-Genoa del 14 maggio 2011 e Lecce-Lazio del 22 maggio dello stesso anno secondo un "ricorso per revocazione" in base all'articolo 39 del Codice di Giustizia Sportiva che consente di tornare su situazioni già giudicate in presenza di elementi nuovi e cioè in questo caso l'interrogatorio di Ilievsky del 27 aprile 2015. Nel contempo decide però a sorpresa di non coinvolgere la Lazio e il suo capitano Mauri, già condannato in precedenza per l'omessa denuncia di Lazio-Genoa.

### Processo sportivo

#### Richieste dell'accusa
Richieste dell'accusa:
Società
- Genoa: 3 punti di penalizzazione da scontare nel campionato di Serie A 2015-2016.
- Lecce: 3 punti di penalizzazione da scontare nel campionato di Lega Pro 2015-2016.

Tesserati
- Omar Milanetto: 3 anni e 6 mesi di squalifica
- Stefano Ferrario: 3 anni e 6 mesi di squalifica
- Massimiliano Benassi: 3 anni e 6 mesi di squalifica
- Antonio Rosati: 3 anni e 6 mesi di squalifica

#### La sentenza
Il procedimento di primo grado si è concluso il 30 settembre 2015 con la Corte Federale d'Appello della FIGC che giudicando inammissibili i ricorsi per revocazione presentati del procuratore federale Stefano Palazzi, dopo le dichiarazioni di Hristiyan Ilievski, riguardanti i proscioglimenti del Genoa, di Omar Milanetto, di Massimiliano Benassi, Antonio Rosati e del Lecce, dall'accusa di illecito sportivo in riferimento alla presunta combine di Genoa-Lazio disputata il 14 maggio 2011 e di Lecce-Lazio disputata il 22 maggio 2011 conferma le sanzioni irrogate dalla Corte di Giustizia Federale il 17 agosto 2013.